# Зёдинг
Зёдинг (нем. Söding) — коммуна (нем. Gemeinde) в Австрии, в федеральной земле Штирия.
Входит в состав округа Фойтсберг. Площадь общины составляет 19,37 км², население — 4145 человек (1 января 2021), плотность населения — 212 чел./км². Официальный код — 61633.

## Население
| Год  | Численность |
| ---- | ----------- |
| 1869 | 1845        |
| 1889 | 1949        |
| 1890 | 1894        |
| 1900 | 1961        |
| 1910 | 1923        |
| 1923 | 2018        |
| 1934 | 2099        |
| 1939 | 1971        |
| 1951 | 2208        |
| 1961 | 2369        |
| 1971 | 2726        |
| 1981 | 2987        |
| 1991 | 3279        |
| 2001 | 3574        |
| 2011 | 3955        |
| 2021 | 4145        |

## Политическая ситуация
Бургомистр коммуны — Петер Кольбахер (АНП) по результатам выборов 2005 года.
Совет представителей коммуны (нем. Gemeinderat) состоит из 15 мест.
- АНП занимает 9 мест.
- СДПА занимает 5 мест.
- АПС занимает 1 место.